# Határ út (stanice metra v Budapešti)
Határ út je stanice budapešťského metra na lince M3, která leží v jižní části Budapešti. Byla otevřena 29. března 1980. Stanice je hloubená, uložená 4,86 metrů pod povrchem. Je vybavena třemi kolejemi, s jedním bočním nástupištěm pro kolej směrem z centra a ostrovním nástupištěm mezi zbývajícími dvěma kolejemi. V pravidelném provozu jsou užívány krajní koleje. V místě je umožněn přestup na tramvajové linky 42, 50 a 52 a řadu autobusových linek. Pojmenována je podle 3,5 km dlouhé ulice Hátar út (Hraniční ulice), jež zde počíná a před rokem 1950 tvořila hranici města.